# Арцеуловская аллея
Арцеу́ловская алле́я — аллея в Приморском районе Санкт-Петербурга. По проекту проходит от Планерной улицы до проспекта Королёва, фактически состоит из участка возле Комендантского проспекта.

## История
Название было присвоено 31 января 2017 года. Оно дано в честь русского летчика К. К. Арцеулова, который первым осуществил управляемый выход из штопора и внес большой вклад в становление планерного дела в СССР.
Первый участок Арцеуловской аллеи — 300-метровый от Комендантского проспекта на восток почти до проектного участка проспекта Королёва — был открыт летом 2018 года. Он двухполосный. Прокладкой дороги занималась Setl Group, которая возводит там жилой микрорайон. Весной 2022 года начал действовать второй участок, тоже 300-метровый, — от Комендантского проспекта на запад. Его также возвела Setl Group. Осенью 2022 года открылся 300-метровый участок вдоль дома 19.

## Застройка
- № 5 — паркинг (2024[7])
- № 7, корпус 1, — жилой дом (2024[8])
- № 7, корпус 2 — жилой дом (2024[8])
- № 9 — жилой дом (2024[8])
- № 15 — жилой дом (2023[9])
- № 17 — жилой дом (2022[10])
- № 19 — жилой дом (2022[11])

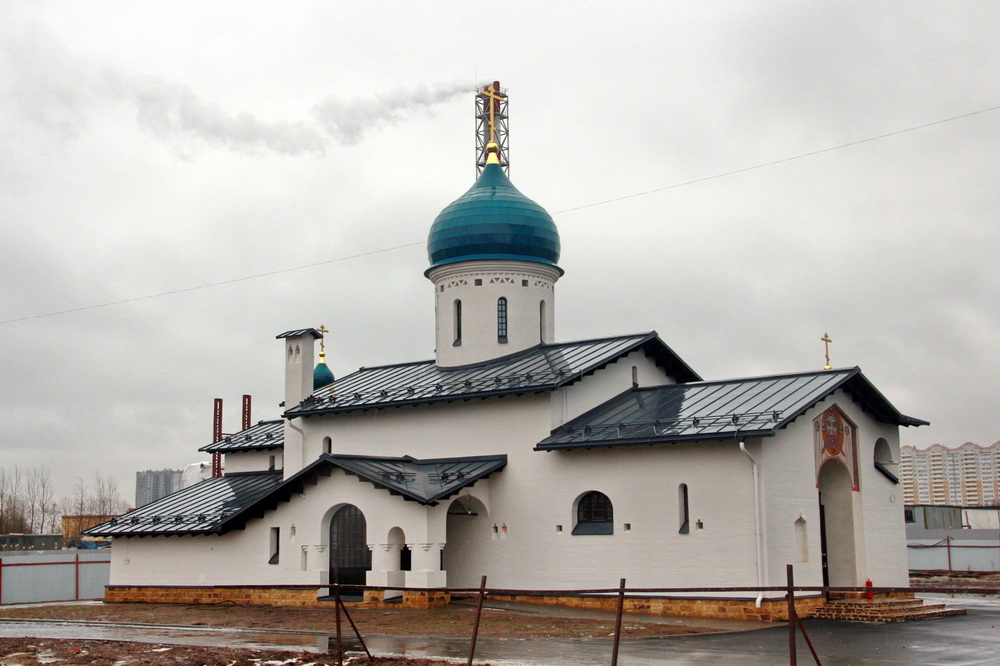
Церковь Николая Чудотворца на Арцеуловской аллее

- № 19, корпус 2, — детский сад (2022[12])
- № 21 — жилой дом (2021[13])
- № 23, корпус 1, — жилой дом (2017[14])
- № 23, корпус 2, — жилой дом (2017[14])
- Без адреса — Никольская церковь (построена в 2020 году, официально разрешения на строительство и на ввод не выдавались, поэтому здание не поставлено на кадастровый учет[15])